# Thelypteris sancta
Thelypteris sancta là một loài thực vật có mạch trong họ Thelypteridaceae. Loài này được (L.) Ching miêu tả khoa học đầu tiên năm 1941.